# Boes (stripreeks)
Boes is een Nederlandse stripreeks. De gagstrip werd geschreven door Thijs Wilms met tekeningen van Wil Raymakers.

## Inhoud
De verhalen zijn gewoonlijk grappen van twee à drie plaatjes met dieren en de os Boes in de hoofdrol. Een gorilla, een schildpad en een hond zijn terugkerende personages. De gags zijn tekstloos.

## Publicatiegeschiedenis
Wilms was een docent van Raymakers aan zijn middelbare school. Vervolgens werkten ze samen aan deze strip die vanaf 1980 in verscheidene kranten verscheen. Boes verscheen ook in enkele stripbladen zoals Eppo Wordt Vervolgd en Suske en Wiske Weekblad en er verschenen ook stripalbums bij verscheidene uitgeverijen. Vanaf de jaren 90 legden de auteurs zich steeds meer toe op andere projecten waardoor deze strip steeds minder verscheen.
Er verscheen ook een televisieserie gebaseerd op deze stripreeks.

## Albums

### Eerste reeks
De gags werden ook uitgebracht als stripalbums. De eerste 2 verschenen oorspronkelijk bij uitgeverij Willem-Dickens Productions. Uitgeverij Drukwerk gaf dan de reeks uit tot het tiende album. De laatste 4 albums verschenen bij Standaard Uitgeverij. Deze reeks verscheen afgezien van de eerste twee oorspronkelijke uitgaves van Willem-Dickens Production op een oblongformaat.
1. Deel 1 (1981)
2. Deel 2 (1982)
3. Deel 3 (1982)
4. Deel 4 (1983)
5. Deel 5 (1984)
6. Deel 6 (1984)
7. Deel 7 (1985)
8. Deel 8 (1985)
9. Deel 9 (1986)
10. Deel 10 (1986)
11. Deel 11 (1989)
12. Deel 12 (1989)
13. Deel 13 (1989)
14. Deel 14 (1989)

### Tweede reeks
Er verschenen ook enkele stripalbums met lange verhalen uitgegeven door Standaard Uitgeverij. Deze werden gebaseerd op de animatieserie. Marc Verhaegen tekende deze albums mee.
1. Een harde noot (1988)
2. Een nieuw erf (1988)
3. De schaapscheerder (1989)

### Derde reeks
Standaard Uitgeverij bracht ook nog een aparte reeks stripalbums uit met gags.
1. Ossehaas (1989)
2. Kippevel (1991)
3. Hamsterwoede (1992)
4. Stieregevecht (1993)

### Vierde reeks
In 2011 bracht de Italiaanse uitgeverij Nona Arte twee albums uit.
1. Deel 1 (2011)
2. Deel 2 (2011)

### Buiten reeks
Onderstaand album werd uitgegeven door Media Groep Limburg.
1. 25 jaar Boes (2005)

### Integrale edities
Vanaf 2016 verschijnt er een reeks van integrale albums uitgegeven door Saga Uitgaven. Anno 2021 telt de reeks als hardcover dertien albums. De integralen verschijnen ook als softcover, maar de inhoud van een hardcoveruitgave wordt steeds verspreid over twee softcoveruitgaves.

## Animatieserie: Boes (1987-1988)
Boes is een Japans-Nederlandse animatieserie gebaseerd op deze stripreeks. De televisieserie liep van 1987 tot 1988.

## Tijdschrift
Eind de jaren 80 verscheen ook het tijdschrift Boes fikst 't wel met het hoofdpersonage van deze strip in de hoofdrol.

## Trivia
- De gags uit het album Hamsterwoede verschenen ook verspreid in de bundeling Mega stripboek 2004 van Standaard Uitgeverij.[17]